# Watakushi-shōsetsu
Watakushi-shōsetsu (私小説?  también watashi-shōsetsu y shishōsetsu) lit. «Mi novela» es un género literario japonés utilizado para describir la novela escrita en primera persona. El género se inició a partir de la recepción del naturalismo en Japón durante el periodo Meiji. La forma reflejaba una mayor individualidad y una forma más relajada de escritura. Desde sus comienzos, la watakushi-shōsetsu fue un género que también se utilizó para exponer al público el lado oscuro de la sociedad o de la vida del autor.
Hay varias reglas generales para la creación de una watakushi-shōsetsu. La historia debe estar ambientada en un escenario natural y debe ser completamente realista. La idea es demostrar que el lenguaje no es transparente y que se puede representar por completo una experiencia real a través de las palabras. La fórmula del protagonista debe ser «autor = protagonista = héroe», de ahí que el autor debe ser el protagonista de la historia. La historia también debe expresar un profundo conocimiento de la literatura y debe incluir referencias al mayor número posible de obras relacionadas con los sentimientos de un personaje. Asimismo, la escritura no debe ser demasiado elaborada.
Se cree que las primeras novelas de este género son Hakai (escrita por Tōson Shimazaki en 1906) y Futon (Katai Tayama, 1907). En Hakai, Toson describe a un hombre perteneciente a un sector discriminado de la sociedad japonesa (burakumin) que decide violar la orden de su padre de no revelar su origen. En Futon, Tayama confiesa su afección hacia una alumna.
Entre los escritores más notables se encuentran Naoya Shiga y Osamu Dazai.